# Uauá
Uauá es un municipio brasilero del Estado de Bahía. 

## Historia
En 1896, el ya poblado de Uauá, en pleno desarrollo fue escenario de la primera batalla de la Guerra de Canudos, siendo casi destruido en combates entre la Compañía del 9º Batallón de Infantería del Ejército Nacional. Su composición administrativa, de acuerdo con la Ley 628, del 30 de diciembre de 1953, fue constituida de tres distritos: Uauá, Caldeirão del Almeida y Sierra de la Canabrava.

## Geografía
Su población estimada en 2004 era de 26.840 habitantes. 

## Economía
Uauá-Bahia, es un municipio económicamente sustentado y movido por la economía de subsistencia, caracterizado por el manejo de la caprinovinocultura, conocido nacionalmente como "Capital del Bode". En los últimos tiempos el municipio viene implementando a través del IRPAA – (Instituto Regional de la Pequeña Agropecuaria Apropriada) y a Coopercuc – (Cooperativa de Agropecuaria Familiar de Canudos, Uauá y Canudos), un programa de convivencia con el clima semiárido que ya cambió la vida de muchas familias a través del procesamiento de las frutas del sertón como por ejemplo del Umbú.